# Дрезговитная
Дрезговитная — река в России, протекает по Солонешенскому району Алтайского края. Устье реки находится в 257 км по правому берегу реки Ануй. Длина реки составляет 16 км.

## Хозяйственное использование

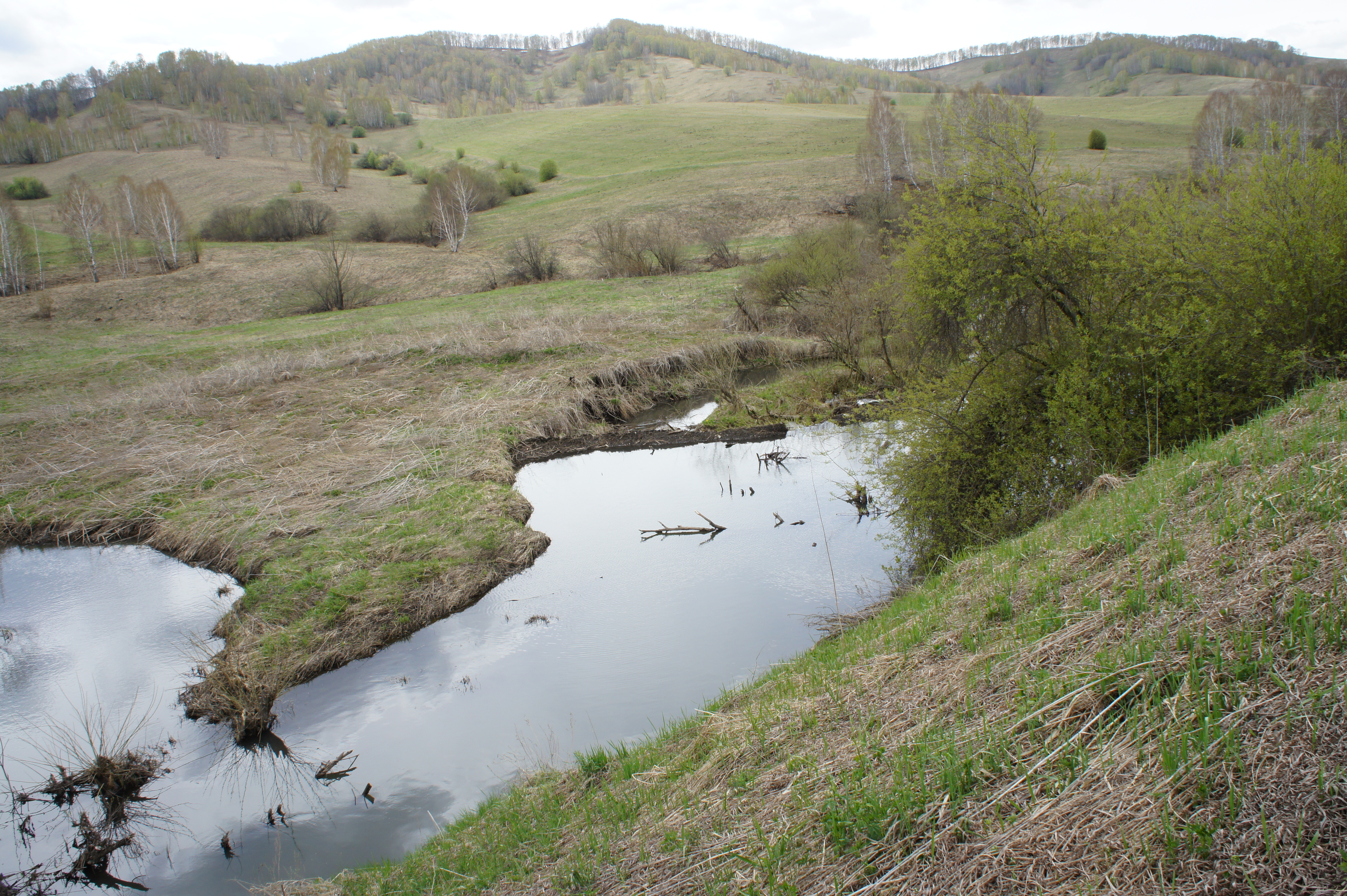
Бобровая плотина на р. Дрезговитная, май 2013 года

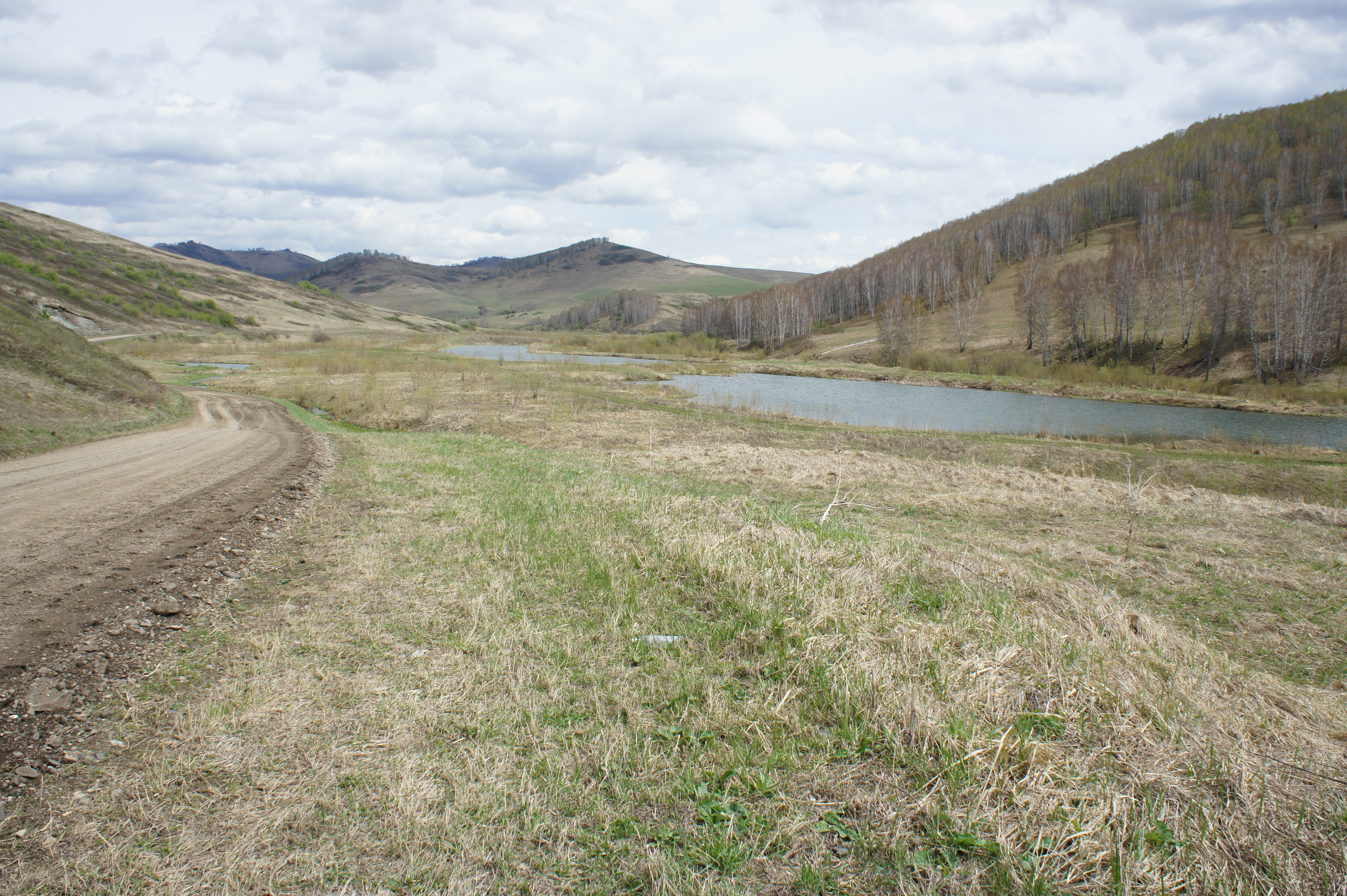
Карьеры, оставшиеся на месте разработок золота в долине Дрезговитной. Май 2013 года.

На берегах — село Барсуково Тумановского сельсовета. В долине реки — пастбища и сенокосы. Месторождения золота.

## Данные водного реестра
По данным государственного водного реестра России относится к Верхнеобскому бассейновому округу, водохозяйственный участок реки — Обь от слияния рек Бия и Катунь до города Барнаул, без реки Алей, речной подбассейн реки — бассейны притоков (Верхней) Оби до впадения Томи. Речной бассейн реки — (Верхняя) Обь до впадения Иртыша.
Код объекта в государственном водном реестре — 13010200312115100008382.